# Genlock
Genlock är en förkortning för engelskans generator lock, som är en teknik för att synkronisera videosignaler.
Syftet är att säkerställa att videosignaler sammanfaller vid rätt tidpunkt då man kombinerar, mixar eller växlar signaler i video- och digitala ljudapplikationer. När signaler synkroniseras på det här sättet, säger man att de är låsta (genlocked).
Om två eller flera videosignaler kombineras eller växlas, måste de horisontella och vertikala faserna för bildkällorna sammanfalla med varandra. Om så inte är fallet, kommer bilden att hoppa till när du växlar mellan källorna medan bildskärm (till exempel en TV-apparat) återjusterar den horisontella och/eller vertikala skanningen för att korrekt återinrama bilden.
I kompositvideo måste även fasen för krominanssignalens subcarrier varje enskild källa som är ansluten eller påslagen också sammanfalla. Detta för att undvika förändringar i färg nyans och/eller mättnad under en övergång mellan olika källor.
Genlock kan användas för att synkronisera så få som två isolerade källor (till exempel en TV-kamera och en videobandspelare kopplade till en bildmixer) eller i en större anläggning där alla video-källor är låsta till samma synkpulsgenerator.
Genlock kan också användas för att se till att flera CRT-skärmar som visas i en film är flimmerfri, vilket till exempel gjordes i Into the Void.
I televisionsystem består den analoga genlocken vanligtvis av vertikala och horisontella synkpulser tillsammans med krominanssignalens fasreferens i form av en color burst. För att undvika att störa synkpulsens signal innehåller den vanligtvis ingen bildinformation. Namnhänvisning, black burst och andra referenser ges vanligtvis till en sådan signal. En färgkompositsignal har samma referenssignaler inbäddat och kan användas som en genlock signal, om än med risken att den störs av bildsignaler utanför specifikationen. Även om vissa high definition-broadcastsystem kan använda en standarddefinierad referenssignal som genlocksignal, ökar användning av tri-level-synkpulser direkt relaterade till bildrutan och linjefrekvensen inom HD-systemen. En tri-level-synkpuls är en signal som ursprungligen går från noll volt till en negativ spänning, sedan en positiv spänning, innan de återvänder till noll volt igen. Spänningens exkursion är normalt 300 millivolt ömse sidor om noll volt, och dureationen av var och en av de två exkursionerna är densamma som det specifika antalet av digitala bildsamplingar.
De flesta studio- och broadcastkameror har dedikerade genlockportar på kameran. Om kameran är kopplad med ett triaxkabel används den analoga genlocksignalen för att låsa kamerakontrolsenheten (CCU) som i sin tur låser kamerahuvudet med hjälp av information inbäddad i datakanal som överförs via kabeln. Om kameran är av ENG-typ, d.v.s. utan TRIAX-anslutning eller utan ett dockningsbart huvud, skickas genlocksignalen via en separat kabel från videon.
Natlock är ett bildsynksystem som använder ljudsignaler för att beskriva tidsskillnader mellan kompositvideosignaler, även om Icelock använder digital information som överförs i den vertikala blanking-intervallet av en sammansatt videosignal.